# ヴェンド十字軍

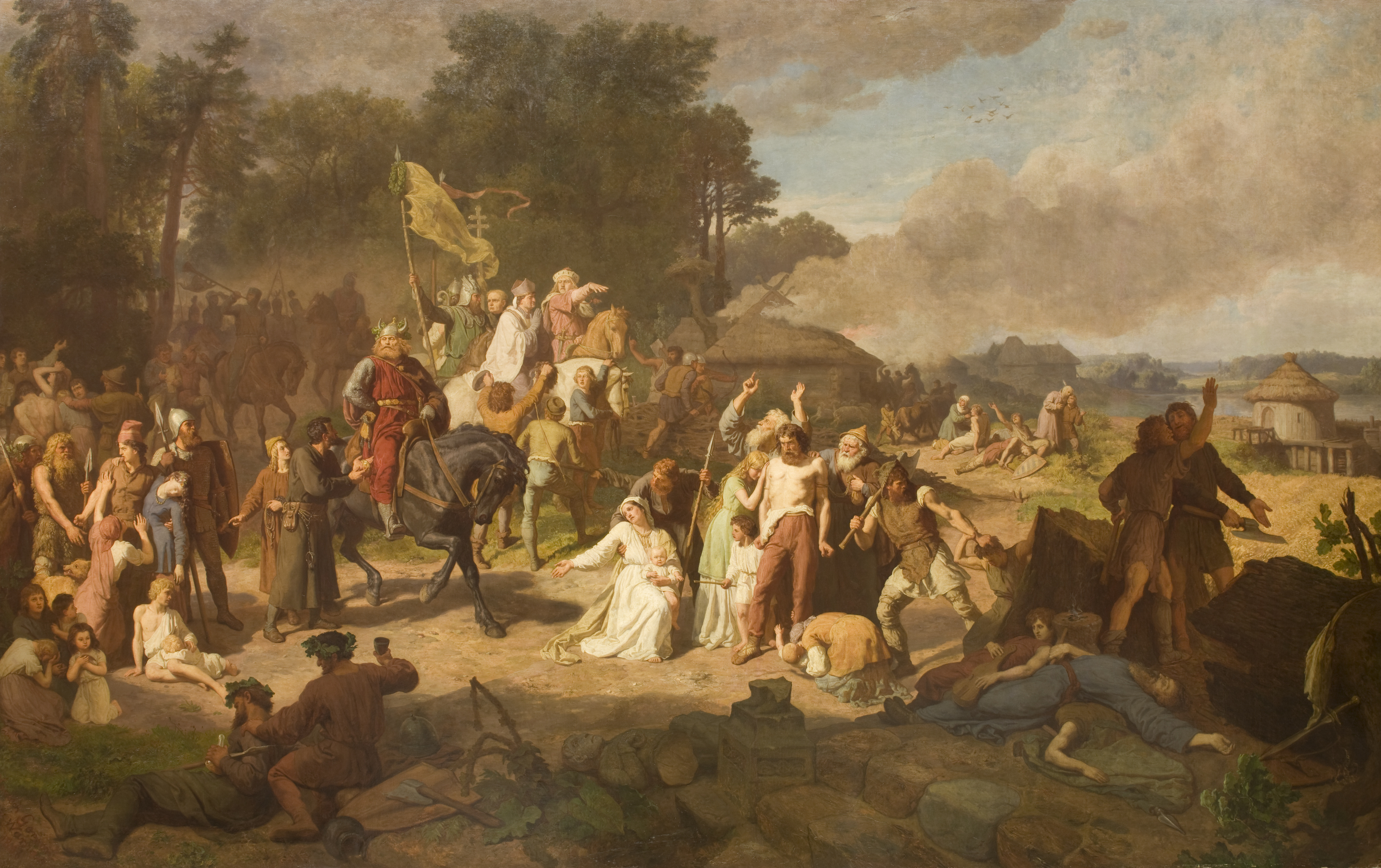
ヴェンド十字軍

ヴェンド十字軍（独：Wendenkreuzzug）とは、1147年に提唱され、ポラーブ語諸族（en）あるいはヴェンド人に対して行なわれた北方十字軍の1つ。またこれは神聖ローマ帝国のドイツ王国（en）が率いた第2回十字軍の一環でもあった。
12世紀始めまで、ブレーメンとマクデブルクのドイツ大司教権力は平和的な手段により近隣の異教徒西スラヴ人にキリスト教に改宗するよう求めていた。しかし聖地へ向けた第2回十字軍の準備が行なわれる間に、対スラヴ人の十字軍を支持する教皇勅書が発行された。
1147年6月、スラヴ人の族長ニクロト（en）は機先を制してヴァグリア（Wagria）を侵略した。十字軍は1147年の晩夏に進軍を開始しドービン（en,de）のスラヴ人を表向き洗礼させるのに成功したが、デミン（en）からは撃退された。目標を変えた十字軍はキリスト教化済みのシュチェチンへ進軍したが、これは到着と同時に解散した。
主にザクセン人とデンマーク人で構成された十字軍は異教徒のスラヴ人に献納を強要し、ヴァグリアとポラビアに対するドイツの支配権を確認したものの、住人の大半をすぐに改宗させることは出来なかった。

## 背景

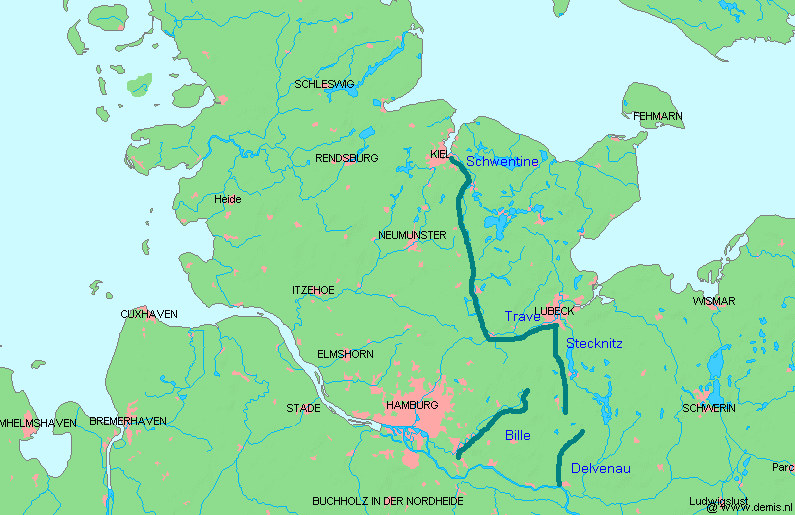
リーメス・サクソニア

10世紀の間オットー朝（en）は神聖ローマ帝国が西スラヴすなわちヴェンドの土地へ向け東へと拡大するのを支持していた。これらはローマ王ハインリヒ1世と神聖ローマ皇帝オットー1世の提唱によるもので、オットー1世はソルブ人の領地内にあるドイツ占領地を守る為にブルクヴァルト（en）を採用した。オットー1世の副官、辺境伯ゲーロ1世（en）とヘルマン・ビルング（en）はそれぞれ東と北へ進出し、征服したスラヴから献納を要求した。教会勢力はマイセン、ブランデンブルク、ハーフェルベルク（de）、オルデンブルク・イン・ホルシュタイン（en、以下オルデンブルク）に司教区を置き領地を管理した。しかし987年にスラヴ人が大規模な反乱を起こし、ドイツの領地は以前に逆戻りした。ブルクヴァルトがザクセン人にマイセンの支配権の保有を認めたことで影響力は残したものの、ブランデンブルクとハーフェルベルクを失った。エルベ川が帝国の統制出来る東の境界となった。
12世紀始めまで、ブレーメンとマクデブルクの大司教は平和的な手段で異教徒のスラヴ人をキリスト教化した。有名な伝道者にウィツェリン（de）、クサンテンのノルベルト（en）、バンベルクのオットー（de）がいた。神聖ローマ帝国ザリエル朝（en）の支援無しで世俗のザクセン君主たちはスラヴ人の領地を狙っていたが、軍事力を行使するのに手詰まりな状態である事に気付いた。ホルシュタインのキリスト教徒（特にザクセン人）と異教徒が互いにリーメス・サクソニア（de）を越え襲撃し合ったが主な目的は献納だった。
1140年ないし1143年から、ホルシュタインの貴族は異教徒ヴァグリ族（en）の定住地ヴァグリアへ進出した。ホルシュタイン伯アドルフ2世（en）とハインリヒ・フォン・バドヴィーデ（en）は、後にリューベックとラーツェブルク（en）へ発展するポラーブ人の居住地の支配権を握った。アドルフ2世はオボトリート族同盟の盟主ニクロトとの間で平和を模索する一方、ヴァグリアのドイツ植民化とキリスト布教を奨励した。
1144年のエデッサ伯国陥落はキリスト教世界に打撃を与え、教皇エウゲニウス3世とクレルヴォーのベルナルドゥスがエルサレムの十字軍国家の拡充目的とした第2回十字軍を唱導した。多くの南ドイツ人が中東に向けた十字軍に志願したが、北ドイツ人であるザクセン人はこれに気乗りせず、1147年3月13日にフランクフルトで開かれた帝国議会で、ベルナドゥスにスラヴ人に対する軍事行動を起こしたいと言明した。ザクセン人の作戦に賛成した教皇エウゲニウス3世は「スラブ人に対する十字軍と聖地拡充の十字軍の双方で得られる精神的な救済に違いは無い」という教皇勅書を発行したが、これは『3月13日の完全なる神慮』（Divina Dispensatione）として知られている。スラヴ人に対する十字軍には主にデンマーク人、ザクセン人、ポーランド人が志願したが、中にはボヘミア人もいた。ドイツの諸侯はこの十字軍には参加せず、アスカーニエン家（en）のバレンシュテット伯アルブレヒト熊公やヴェッティン家（en）のマイセン辺境伯コンラート1世、シャウエンブルク諸侯（en）といったザクセン諸侯が主導し、教皇使節（en）ハーフェルベルクのアンセルムス（en）が命令を総括することになった。

## 聖戦
1147年6月、アドルフ2世の十字軍参加に憤慨したニクロトは機先を制してヴァグリアを侵攻したが、これが1147年晩夏の十字軍を引き起こす原因となった。アドルフ2世は自分の領内からオボトリート族を駆逐した後、ニクロトと平和協定を結んだ。そのため、他の十字軍は標的をオボトリート族の要塞ドービンとリウティッツ族（en）の砦デミンに定めた。オボトリート族の盟主という立場から、ニクロトはそれらの十字軍勢力との戦闘を余儀なくされた。
ドービンを攻撃する部隊にはデンマーク王クヌーズ5世（en）、スヴェン3世（en）、ブレーメン大司教アーダルベルト2世、ザクセン公ハインリヒ獅子公も参加していた。激戦を避けニクロトは巧みにドービンの湿地帯を防衛した。デンマーク軍はニクロトと同盟関係にあるリューゲン島のラーン人に海軍の攻撃を防御され、ドービンから出撃したスラヴ軍に敗北した。ハインリヒ獅子公とアーダベルト2世はデンマーク軍退却後もドービンの包囲し続けた。一部の者が田園を荒廃させようと主張したとき他の者が「我々が破壊しているのは我々の土地と人民ではないのか？」と逆に尋ねて反対した。ハインリヒ獅子公に従うザクセン公軍はニクロトがドービン駐屯軍の洗礼に同意したため、同地における「異教徒のキリスト教化」という大義名分を失い撤退した。
ドービンが攻略対象から外れると、ザクセン軍はマインツ、ハルバーシュタット（en）、ミュンスター、メルゼブルク（en）、ブランデンブルク、オロモウツの司教らとハーフェルベルク司教アンセルムに統率されていたデミンと真っ向から対立した（司教たちは異教徒の改宗と司教区の拡張による十分の一税の増収を目論んでいたため、デミンを支持する形となった）。またコルヴァイ修道院（en）の修道院長ヴィーバルト（en）はリューゲン島を獲得したいと望んでいた。デミンの包囲が不成功に終わったため、辺境伯達は攻撃先をポンメルンに変更した。十字軍は既にキリスト教化されている都市シュチェチンへ進軍したが同市の司教アーダルベルトに食い止められた。十字軍は司教ポンメルンのアルベルト、シチェチン侯ラティボールとの間に協定を結んだ後に解散した。

## 戦後
最終的に、ヴェンド十字軍は功罪相半ばする結果となった。ドイツのザクセン人はヴァグリアとポラビアの所有権を確認し、ニクロトに残されたのはリューベック以東のオボトリート族の土地だった。ザクセン人はニクロトから献納を受け、ハーフェルベルク司教の植民も可能になり、デンマーク人の捕虜も幾人か釈放された。しかし世俗と聖職の十字軍の統率者は、互いに相手の行動が自分の目的を妨害したと非難し合った。
クレルヴォーのベルナルドゥスによれば、十字軍の目的は「神の救済により彼らが改宗するか取り除かれる」ことによって成就するものだった。しかしヴェンド十字軍はヴェンド人のほとんどを改宗させることが出来なかった。ザクセン人はドービンの住人のほとんどを改宗させることが出来たが、これはキリスト教軍を解散させるために講じた一時的なものだった。ポンメルンのアルベルトは「キリスト教の信仰を強めたいなら…、武力ではなく説教によらなければならない」と失敗の原因を明らかにしている。
また、メクレンブルクとポンメルンの中部地方の田園地域は主にハインリヒ獅子公の兵士による流血を伴う略奪によって人口が激減した。ボーサウのヘルモルト（en）は「キリスト教化のためではなく、金のためだけに行なわれた」と著述している。戦でスラヴ人たちは多くの生産手段をも失い、それにより将来的な抵抗も限定されてしまった。